# Montainville (Eure-et-Loir)
Pour les articles homonymes, voir Montainville.
Montainville est une ancienne commune française située dans le département d'Eure-et-Loir en région Centre-Val de Loire, devenue le 1er janvier 2016 une commune déléguée au sein de la commune nouvelle des Villages Vovéens.

### Situation

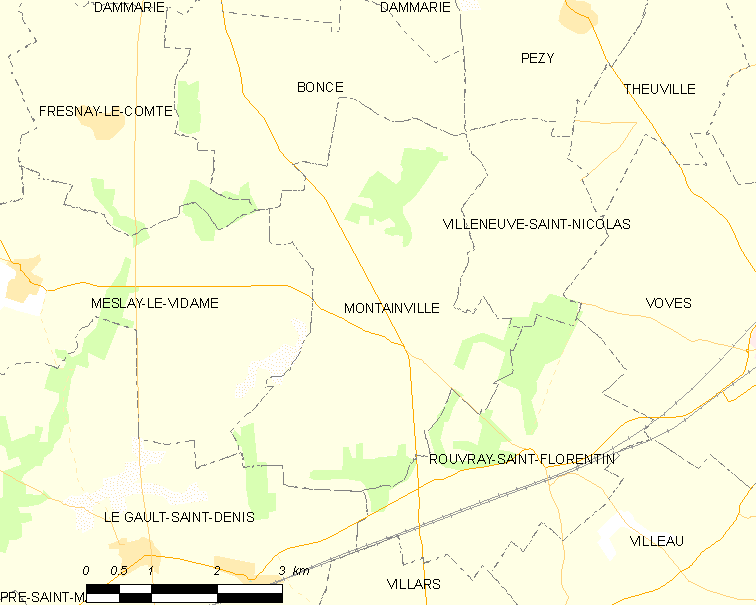
Carte de la commune de Montainville.

## Géographie

### Communes limitrophes
|                      | Boncé        |                          |
| Meslay-le-Vidame     | Montainville | Villeneuve-Saint-Nicolas |
| Le Gault-Saint-Denis |              | Rouvray-Saint-Florentin  |

### Hameaux, lieux-dits et écarts
Le village est composé des hameaux suivants :
- Montainville
- Bois-Saint-Martin
- la Doderie
- le Grand-Chavernay
- Meigneville
- Moulin de Chavernay
- Moulin de Villequoy
- Villequoy

## Toponymie
Les formes anciennes sont :  v. 1275 Monteinvilla ; 1351  Montainvilla ; v. 1475 Montainvilla; 1738 Montainville en Beauce.
Il serait issu d'un nom germanique : germ. Mumdum (déterminant)- lat. villa "domaine" (déterminé). Le premier terme proviendrait de la racine germanique Mund-/Munt- "Protection". Il signifierait  "Domaine de  celui (ou celle) qui protège"  en rapport avec une divinité locale.

## Histoire
Le territoire de Montainville a fait partie :
- du pays des Carnutes
- en 27 apr. J.-C. de la 4e Lyonnaise
- en 490 de l'empire des Francs
- en 501 du royaume de Neustrie
- en 843 de la Francie Occidentale
- vers 912 du comté de Champagne
- en 1286 du domaine royal
- en 1760 du duché d'Orléans
- depuis 1790 du département d'Eure-et-Loir.

## Politique et administration

### Liste des maires
| Période                                  | Période          | Identité      | Étiquette | Qualité     |
| ---------------------------------------- | ---------------- | ------------- | --------- | ----------- |
| Les données manquantes sont à compléter. |                  |               |           |             |
| mars 2001                                | mars 2008        | Denis Gaujard |           |             |
| mars 2008                                | 31 décembre 2015 | Alain Allely  | SE        | Agriculteur |

## Population et société

### Démographie
L'évolution du nombre d'habitants est connue à travers les recensements de la population effectués dans la commune depuis 1793. À partir du 1er janvier 2009, les populations légales des communes sont publiées annuellement dans le cadre d'un recensement qui repose désormais sur une collecte d'information annuelle, concernant successivement tous les territoires communaux au cours d'une période de cinq ans. 
Pour les communes de moins de 10 000 habitants, une enquête de recensement portant sur toute la population est réalisée tous les cinq ans, les populations légales des années intermédiaires étant quant à elles estimées par interpolation ou extrapolation. Pour la commune, le premier recensement exhaustif entrant dans le cadre du nouveau dispositif a été réalisé en 2004,.
En 2013, la commune comptait 320 habitants, en évolution de −0,62 % par rapport à 2008 (Eure-et-Loir : +1,94 %, France hors Mayotte : +2,49 %).
| 1793 | 1800 | 1806 | 1821 | 1831 | 1836 | 1841 | 1846 | 1851 |
| ---- | ---- | ---- | ---- | ---- | ---- | ---- | ---- | ---- |
| 529  | 470  | 448  | 492  | 523  | 522  | 546  | 593  | 603  |

| 1856 | 1861 | 1866 | 1872 | 1876 | 1881 | 1886 | 1891 | 1896 |
| ---- | ---- | ---- | ---- | ---- | ---- | ---- | ---- | ---- |
| 614  | 611  | 605  | 576  | 545  | 547  | 546  | 543  | 579  |

| 1901 | 1906 | 1911 | 1921 | 1926 | 1931 | 1936 | 1946 | 1954 |
| ---- | ---- | ---- | ---- | ---- | ---- | ---- | ---- | ---- |
| 582  | 584  | 586  | 468  | 501  | 480  | 469  | 415  | 369  |

| 1962 | 1968 | 1975 | 1982 | 1990 | 1999 | 2004 | 2009 | 2013 |
| ---- | ---- | ---- | ---- | ---- | ---- | ---- | ---- | ---- |
| 373  | 304  | 240  | 272  | 296  | 334  | 342  | 316  | 320  |

Population de la commune d'après le dictionnaire géographique des Communes et Hameaux publié en 1856 et le recensement de 1990 : 
|                     | Foyers | Habitants | Recensement 1990 |
| Montainville        | 51     | 182       | 130              |
| Bois saint Martin   | 14     | 57        | 22               |
| La Doderie          | 1      | 4         | -                |
| Le Grand Chavernay  | 58     | 205       | 95               |
| Meigneville         | 38     | 123       | 47               |
| Moulin de Chavernay | 1      | 3         | -                |
| Moulin de Villequoy | 1      | 2         | -                |
| Villequoy           | 5      | 27        | 3                |
| Totaux              | 169    | 603       | 297              |

### Manifestations culturelles et festivités
- Fête patronale de la Saint Côme, le dernier week-end de septembre.

## Culture locale et patrimoine

### Lieux et monuments
- Église Saint-Hilaire ;
- Calvaire de Meigneville ;
- Prieuré de l'ordre de Grandmont à Bois-Baint-Martin.

L'église saint-Hilaire
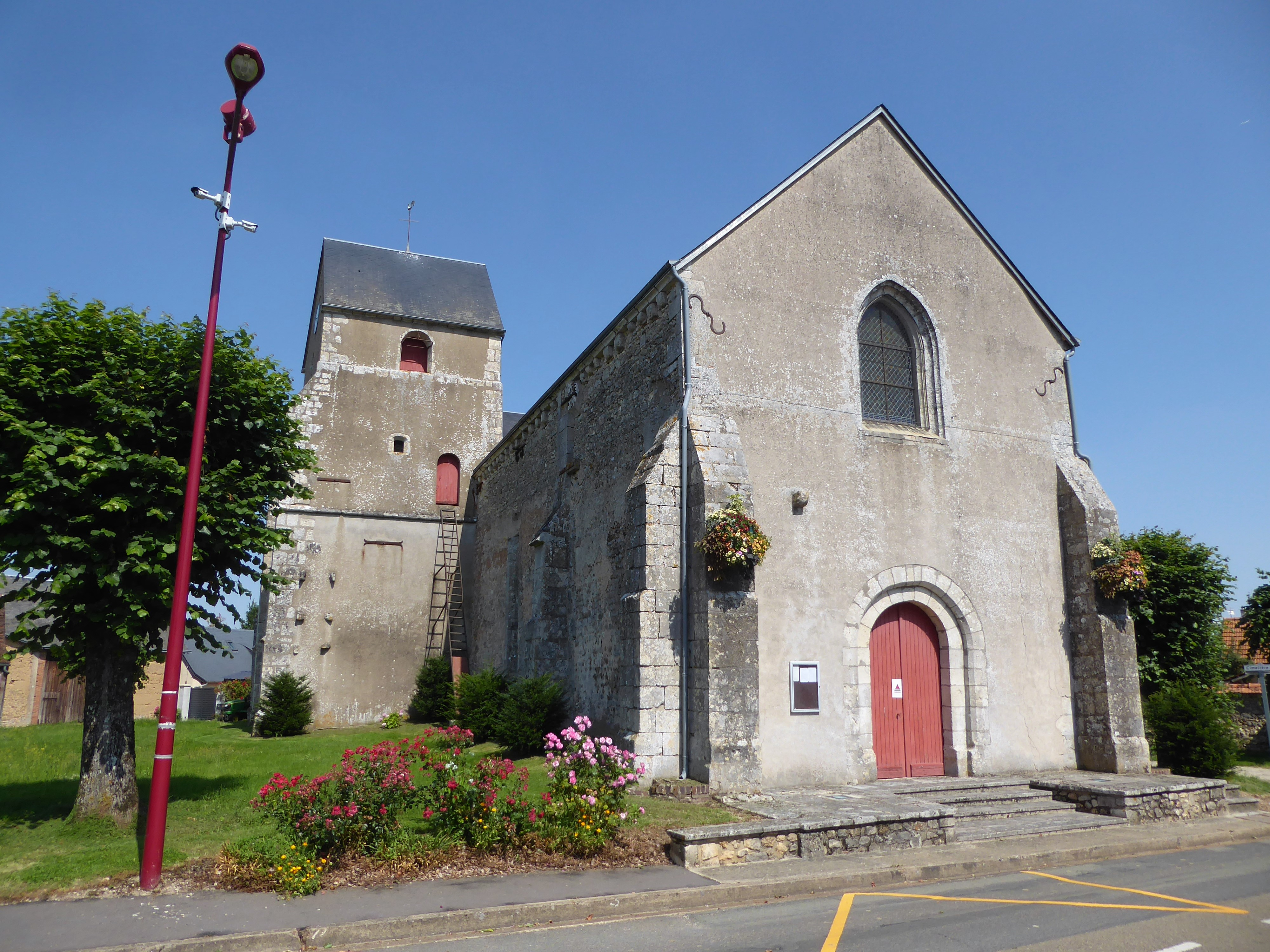
Façade ouest et tour-clocher.
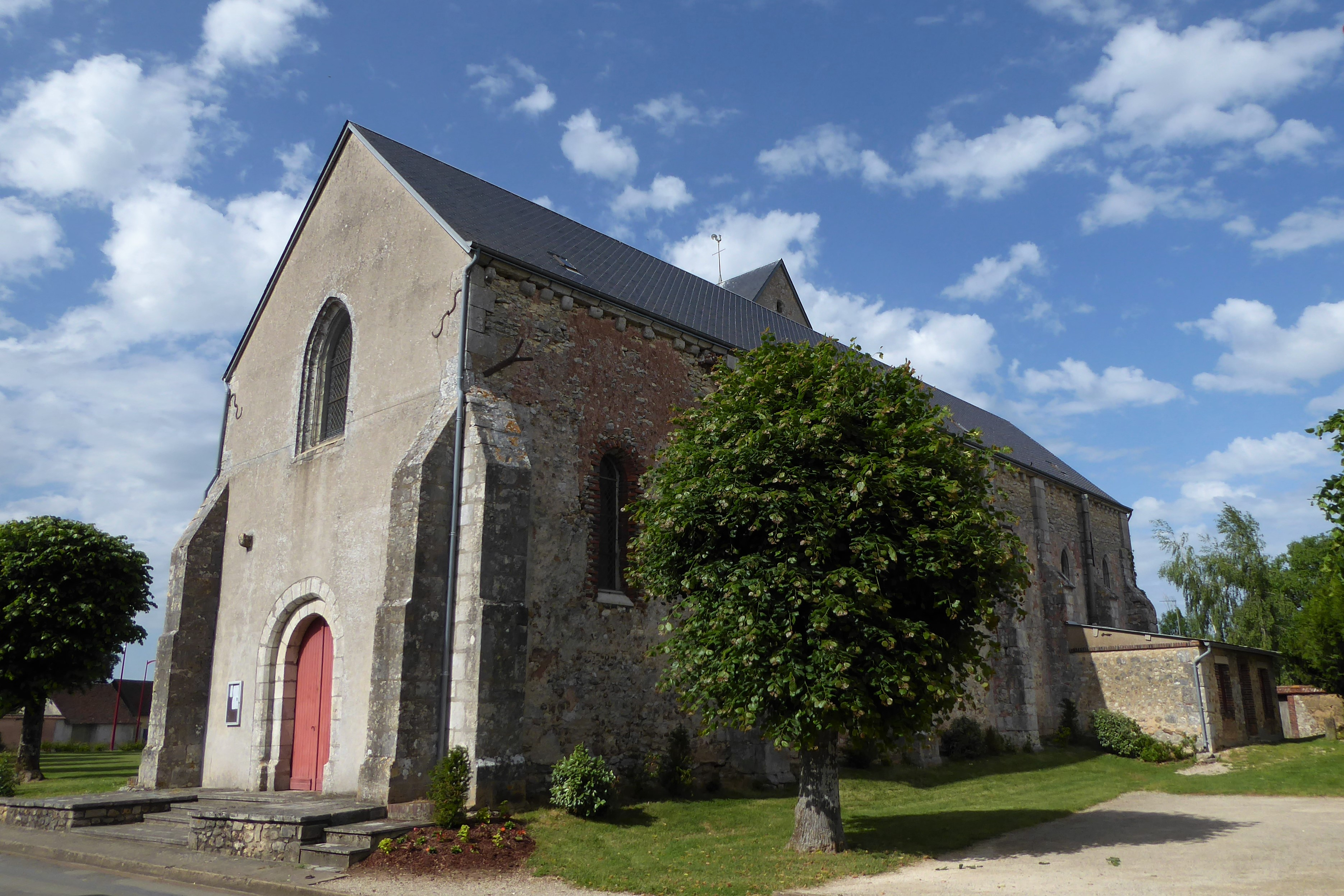
Portail ouest de l'église Saint-Hilaire.
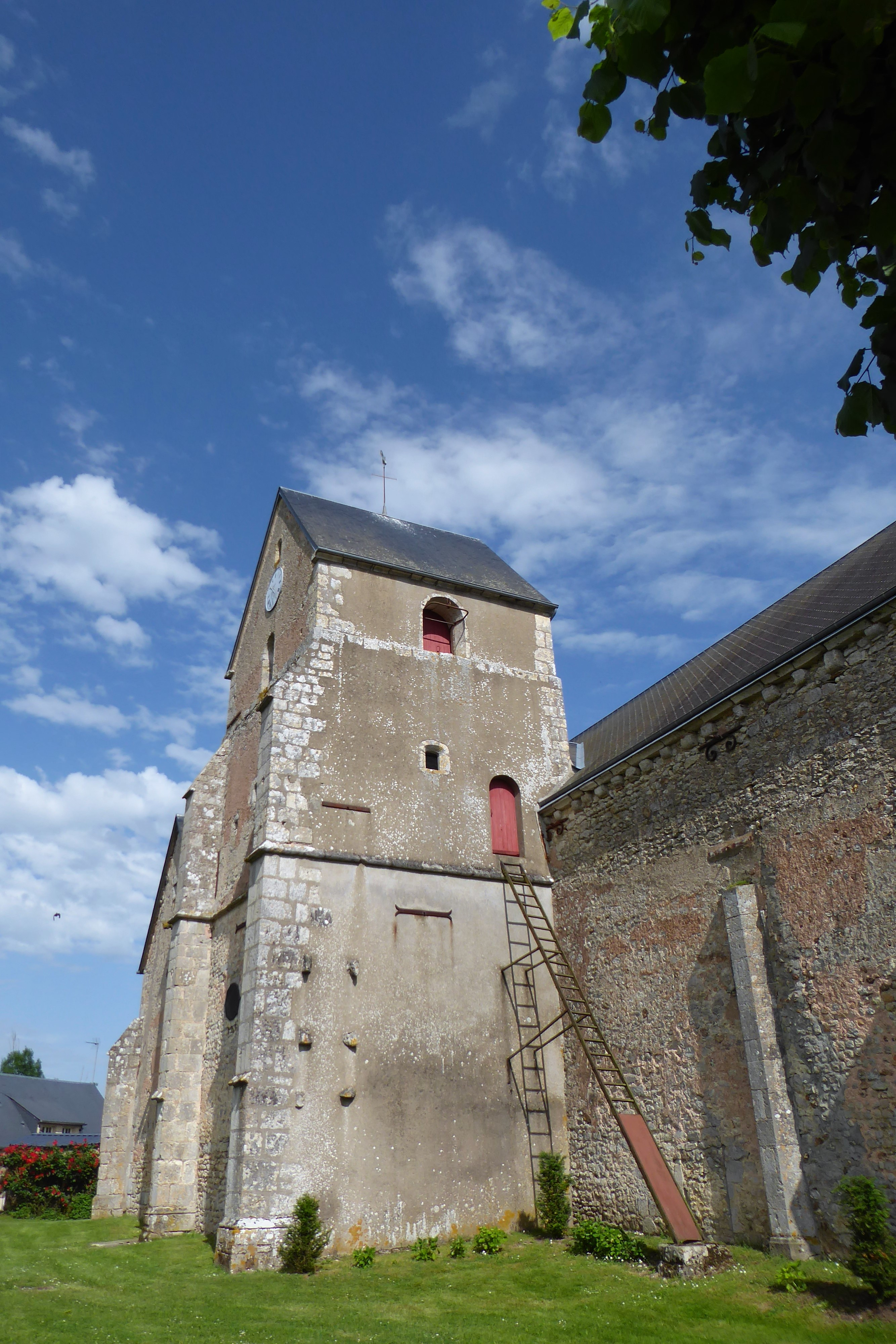
Tour-clocher.
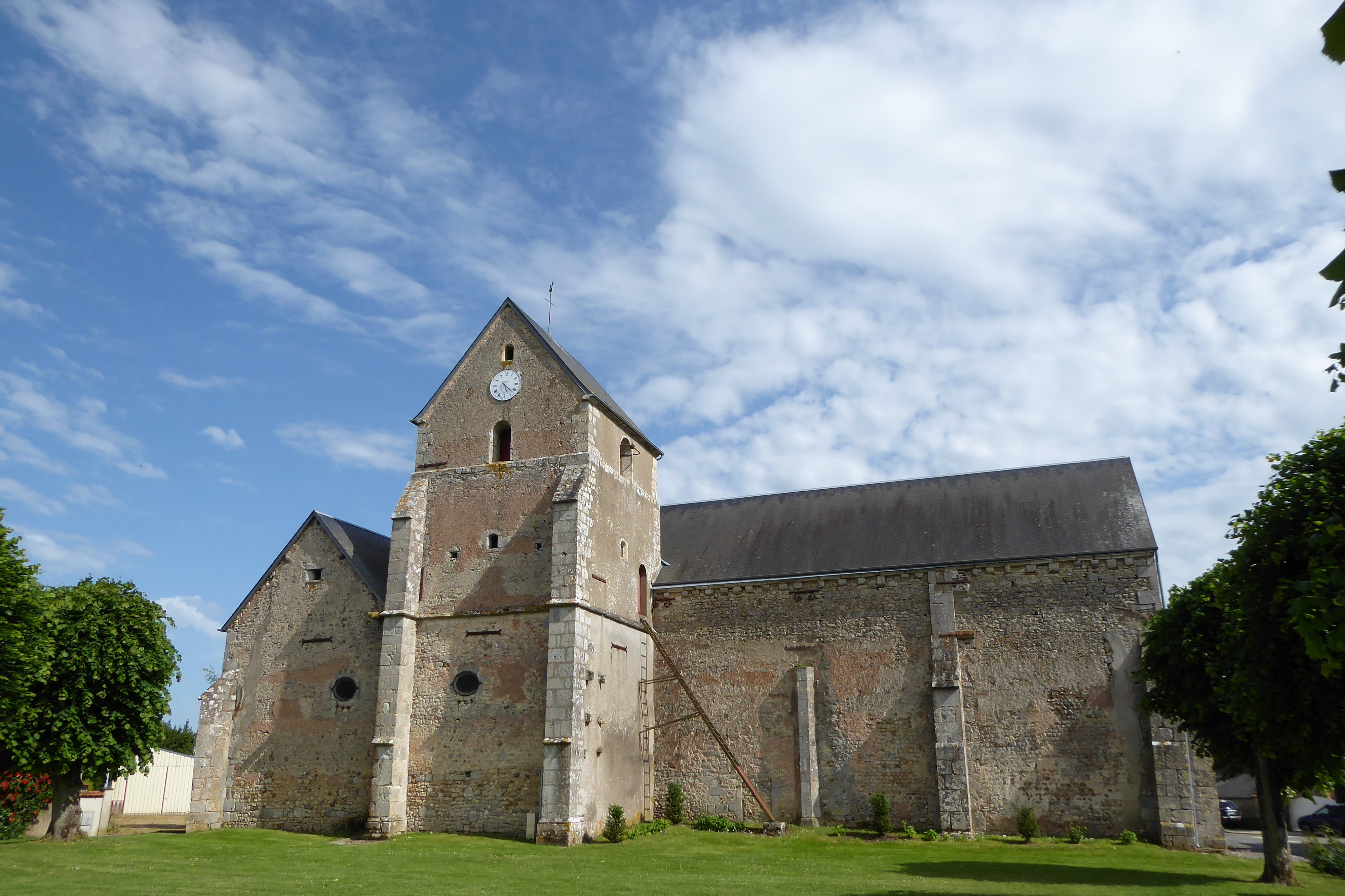
Façade nord.
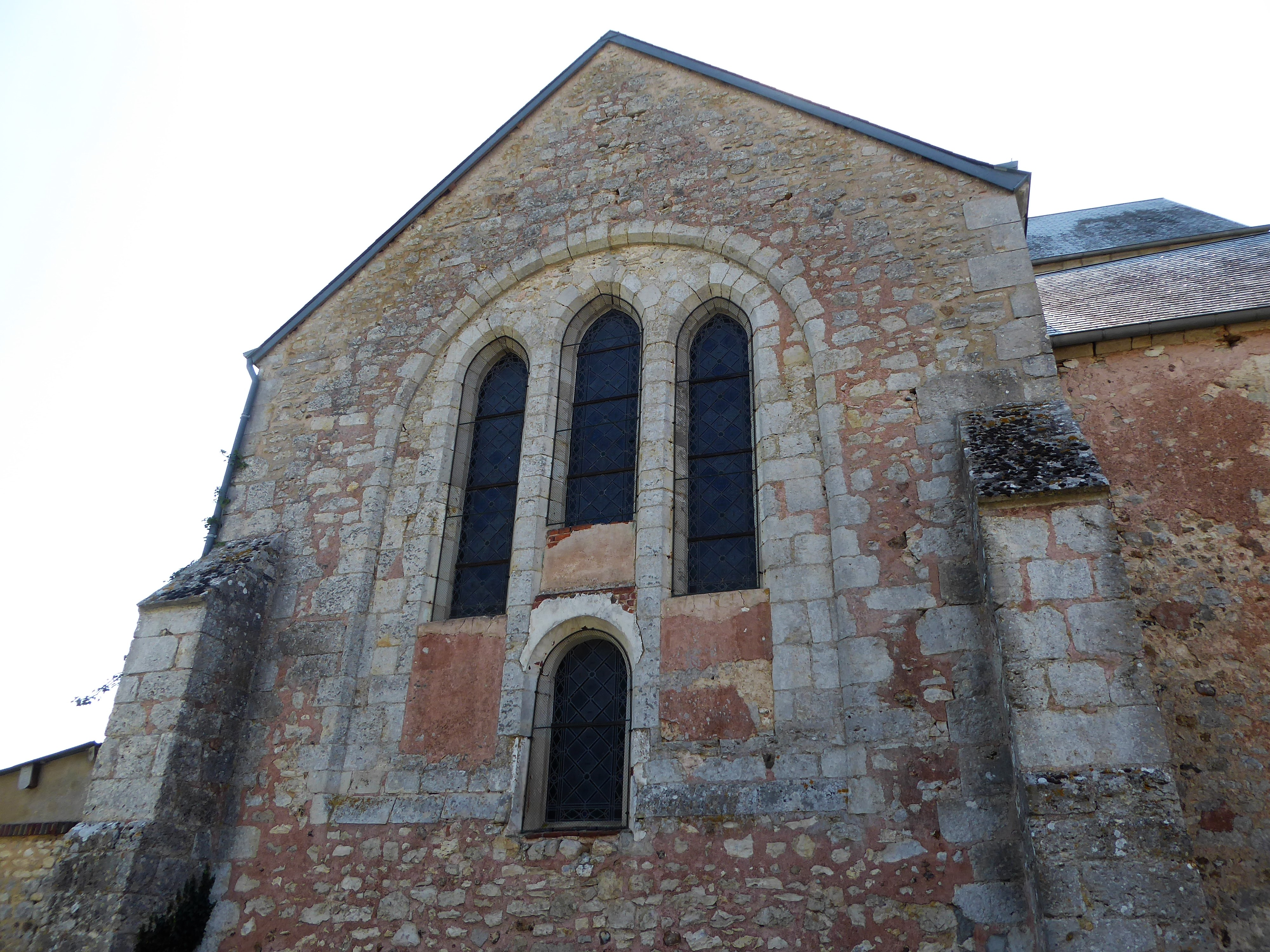
Chevet.

### Personnalités liées à la commune
- Marie-Madeleine Dreux d'Aubray, marquise de Brinvilliers (1630-1676), en avril 1670 empoisonna ses deux frères au château de Villequoy[9] ;
- Julien Fleury (1647-1725), chanoine de Chartres, philologue et poète[10] ;
- Paul Vialar (1898-1996), écrivain. Les intrigues de deux de ses romans, publiés en 1961, L'Homme de chasse et La farine du Diable, se déroulent dans la commune.